# Sparklehorse
Sparklehorse — рок-группа из Соединенных Штатов Америки, ведомая певцом-мультиинструменталистом Марком Линкусом, который записывал большинство материала в своей домашней студии. Ударник и мультиинструменталист Скотт Майнор — непостоянный участник группы.

## История
Первый альбом Sparklehorse, Vivadixiesubmarinetransmissionplot (1995), имел скромный успех на студенческих радиостанциях. В 1996-м, во время совместного турне Sparklehorse и Radiohead по Европе, у Линкуса случилась передозировка смесью из антидепрессантов, валиума, алкоголя и героина, принятой им в номере лондонского отеля.. Линкус пребывал в бессознательном состоянии, с подогнутыми под себя ногами, в течение 14 часов, и критическая концентрация калия в крови на несколько минут вызвала у него остановку сердца. Последовавшие операции едва не привели к ампутации обеих ног и приковали Линкуса к инвалидной коляске на шесть месяцев.
Альбом Good Morning Spider (1998) был записан вскоре после этого инцидента. Критики отметили, что околосмертные переживания задают альбому тон, хотя Линкус заявил, что большая часть материала для Good Morning Spider была записана раньше. Одна из песен, действительно имеющая отношение к произошедшей трагедии — «St. Mary»; она посвящена медсестрам одноименного госпиталя в Паддингтоне, где Линкус проходил лечение.
В 2001-м состоялся релиз третьей пластинки Sparklehorse, озаглавленной It's A Wonderful Life. В записи альбома принимали участие Том Уэйтс, PJ Harvey, Вик Чеснатт, Нина Перссон и Дэйв Фридманн. Если предыдущие альбомы в основном были записаны самим Линкусом в его студии Static King на ферме в Виргинии, работа над новым альбомом велась под контролем Фридманна, так как лейбл требовал от Линкуса найма стороннего продюсера.
Пятого сентября 2006 года Sparklehorse выпустили свой четвертый альбом, Dreamt for Light Years in the Belly of a Mountain, в записи которого участвовали Danger Mouse, Кристиан Феннеш и Стивен Дрозд. В альбом вошли радиохит «Don’t Take My Sunshine Away», новая версия песни «Shade And Honey», изначально написанной Линкусом для Алессандро Нивола и фильма «Лавровый каньон», а также бонус-трек к «It’s A Wonderful Life» — «Morning Hollow».
В 2008 году Линкус принял участие в проекте Nightmare Revisited, записав песню «Jack’s Obsession» на слова и музыку Дэнни Эльфмана из фильма «Кошмар перед Рождеством». В 2009 году вышло сразу две совместных работы Sparklehorse, с музыкантами, принимавшими участие в записи Dreamt for Light Years in the Belly of a Mountain. Первая была выпущена в рамках проекта In the Fishtank с Кристианом Феннешем, а второй альбом, озаглавленный Dark Night of the Soul был записан в соавторстве с Danger Mouse, и множеством приглашенных вокалистов, включая Блэка Фрэнсиса из Pixies, Игги Попа и Дэвида Линча.
6 марта 2010 Марк Линкус покончил с жизнью.

## Музыкальный стиль
Pitchfork Media описывают песни Линкуса как «вызывающе сюрреалистичные… со всеми этими отсылками к улыбающимся младенцам, органной музыке, птицам, и астрономическим телам… В действительности, часть текстов столь сюрреалистична, что трудно даже представить, чему они могут служить метафорой». Многие из вышеупомянутых оборотов в лирике Sparklehorse являются отсылками к различным кинофильмам и музыкальным произведениям. 

## Появления в медиа
- Две песни Sparklehorse появляются в саундтреке к фильму «Лорел каньон». В фильме вымышленная группа пытается записать свою версию песни «Someday I will treat you good» (с альбома «Vivadixiesubmarinetransmissionplot»). Марк Линкус также играет в фильме эпизодическую роль.
- Кавер-версия песни «Sad and Beautiful World», исполненная Полом Дано, появляется в фильме «Король».
- В саундтрек к фильму про скейтбординг «Lords of Dogtown» (2005) вошла кавер-версия песни Pink Floyd «Wish You Were Here», записанная Линкусом и Томом Йорком из Radiohead.
- В 2005-м Sparklehorse и The Flaming Lips записали кавер-версию песни Дэниэла Джонстона «Go». Песня появляется в фильме «The Sasquatch Gang».
- В трейлере к фильму «Рассвет мертвецов (фильм, 2004)» звучит песня «It’s a Wonderful Life.»
- В фильме 2004 года «Данделион» звучит песня «It’s a Wonderful Life».
- Песня "Piano Fire" звучит в первом эпизоде игры "Life is Strange"

## Дискография

### Основные альбомы
- Vivadixiesubmarinetransmissionplot (Август 1995, UK #58)
- Good Morning Spider (Октябрь 1998, UK #30)
- It's a Wonderful Life (Июнь 2001, UK #49)
- Dreamt for Light Years in the Belly of a Mountain (25 сентября 2006, US Heatseekers #11, UK #60)

### Совместные альбомы
- Sparklehorse + Fennesz — In The Fishtank 15 (2009)
- Danger Mouse & Sparklehorse present Dark Night of the Soul (2009)

### Синглы и EP
- «Chords I’ve Known EP» (апрель 1995)
- «Spirit Ditch» / «Waiting for Nothing» (1995)
- «Hammering the Cramps» / «Too Late» (1995)
- «Someday I Will Treat You Good» / «Rainmaker» (февраль 1996)
- «Someday I Will Treat You Good» / «London» (февраль 1996, британское издание)
- «Hammering the Cramps» / «Spirit Ditch» (апрель 1996)
- «Rainmaker» / «I Almost Lost My Mind» (август 1996, UK #61)
- «Come On In» / «Blind Rabbit Choir» (февраль 1998)
- «Painbirds» / «Maria’s Little Elbows» (июль 1998)
- «Sick of Goodbyes» / «Good Morning Spider (session version)» (октябрь 1998, UK #57)
- «Distorted Ghost EP» (июль 2000)
- «Chest Full of Dying Hawks ('95-'01)» (USA promo) (2001)
- «Gold Day» / «Heloise» / «Devil’s New» / Maxine" (июль 2001)
- «Ghost in the Sky» 7" and CD (11 сентября 2006)
- «Don’t Take My Sunshine Away» 7" (18 сентября 2006)
- «Knives of Summertime» 7" (18 сентября 2006)